# アレッサンドロ・アローリ
アレッサンドロ・アローリ（Alessandro Allori、Alexandre Alloriとも、1535年5月3日 – 1607年9月22日) は、イタリアの画家である。16世紀末のフィレンツェで最も活躍した画家の一人とされる。

## 略歴
フィレンツェで生まれた。父親は剣を作る職人であったがアローリが5歳の時に亡くなった。フィレンツェの画家アーニョロ・ブロンズィーノ(1503-1572)が後見人となり、アローリに絵も教えた 。アローリは自らをブロンズィーノの息子であるとして、しばしば作品にブロンズィーノの姓を加えて署名した。1552年にはフィレンチェ公、アレッサンドロ・デ・メディチから注文を受けるようになっていた。
1554年から1560年の間、ローマで修行し、ミケランジェロ(1475-1564)の作品などを研究した。
フィレンチェに戻るとトスカーナ大公フランチェスコ1世・デ・メディチのために働き、フィレンツェに大きな工房を開いて活動した。アローリの工房はサンティ･ディ･ティート(Santi di Tito: 1536-1603)の工房と並んでフィレンツェで重要な工房になった。アローリの工房で働いた画家にはチーゴリやジョヴァンニ・ビッツェーリ(Giovanni Bizzelli)、クリストファーノ・デル・アルティッシモ(Cristofano dell'Altissimo)、チェーザレ・ダンディーニ(Cesare Dandini)らがいる。
フィレンツェで没した。息子のクリストファーノ・アローリ(1577-1621)も有名な画家になった。
肖像画や宗教や神話を題材にした装飾画も描いた。

## 作品

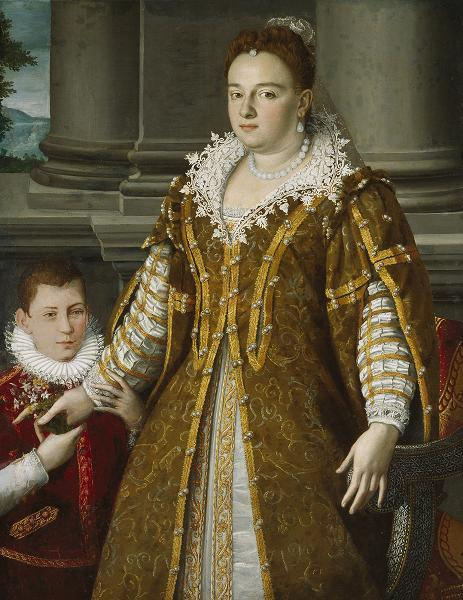
Bianca Capello de Medici（大公妃） ダラス美術館
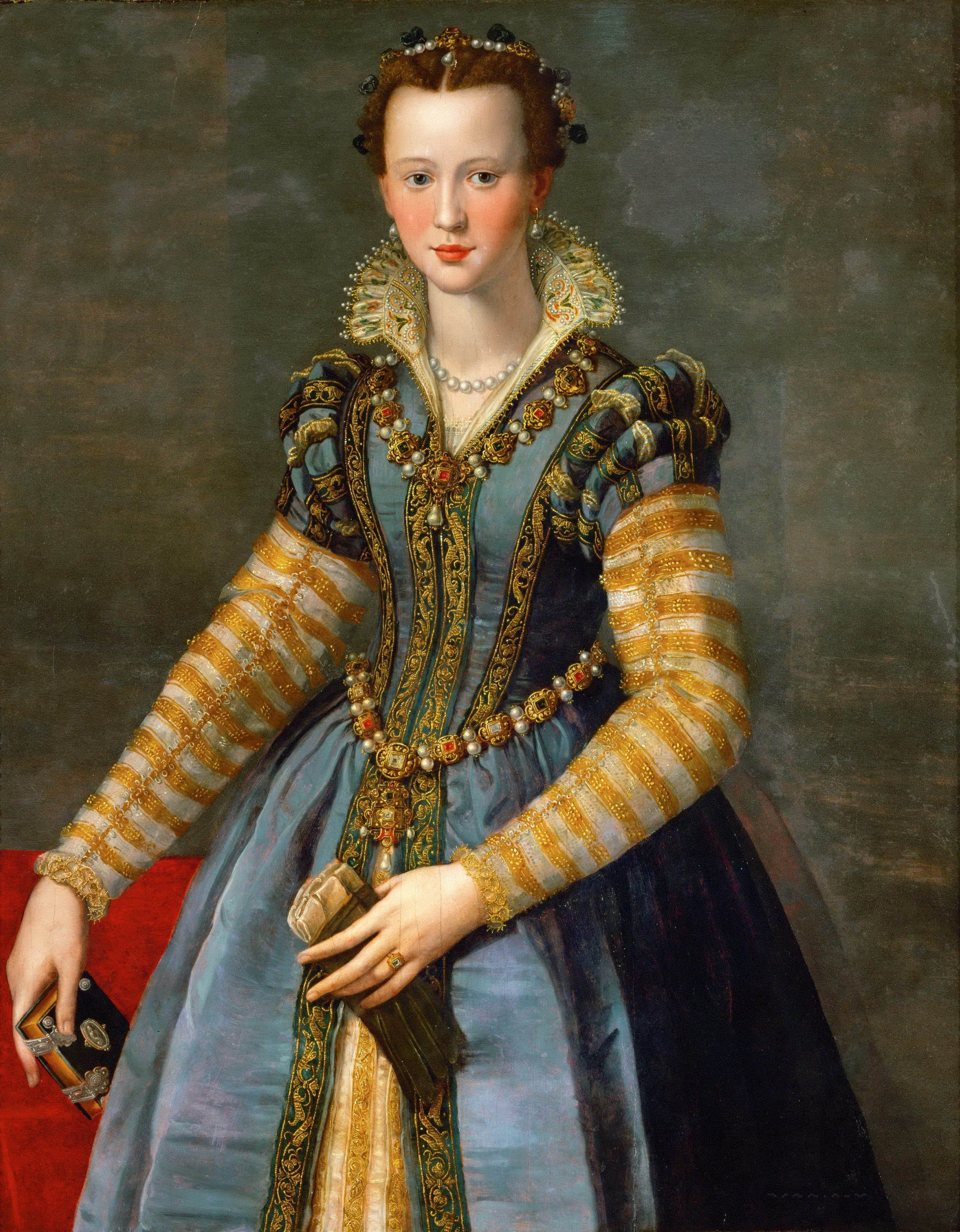
Maria de' Mediciとされる女性の肖像画 美術史美術館
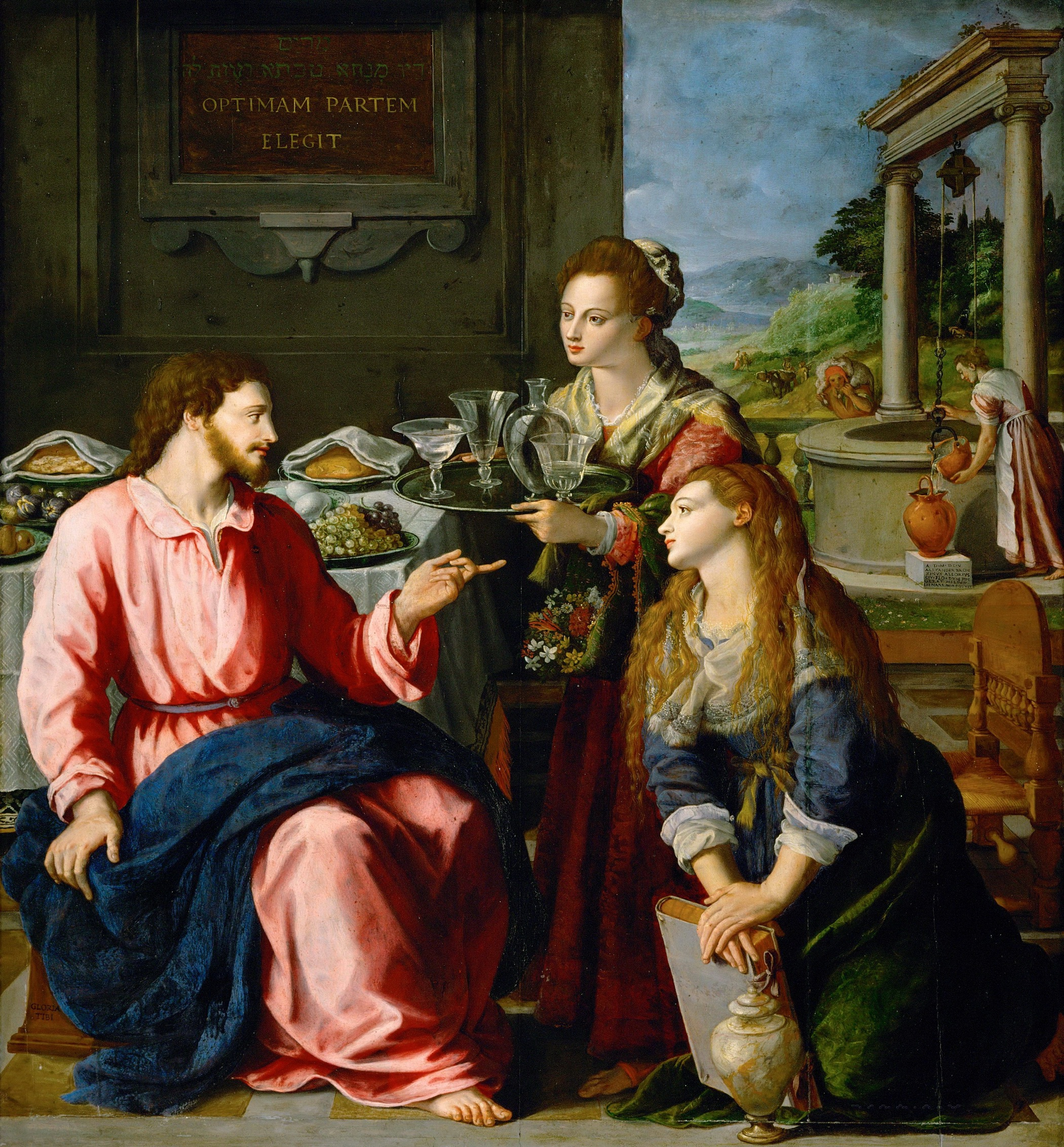
マリアとマルタの家のキリスト(1605) 美術史美術館
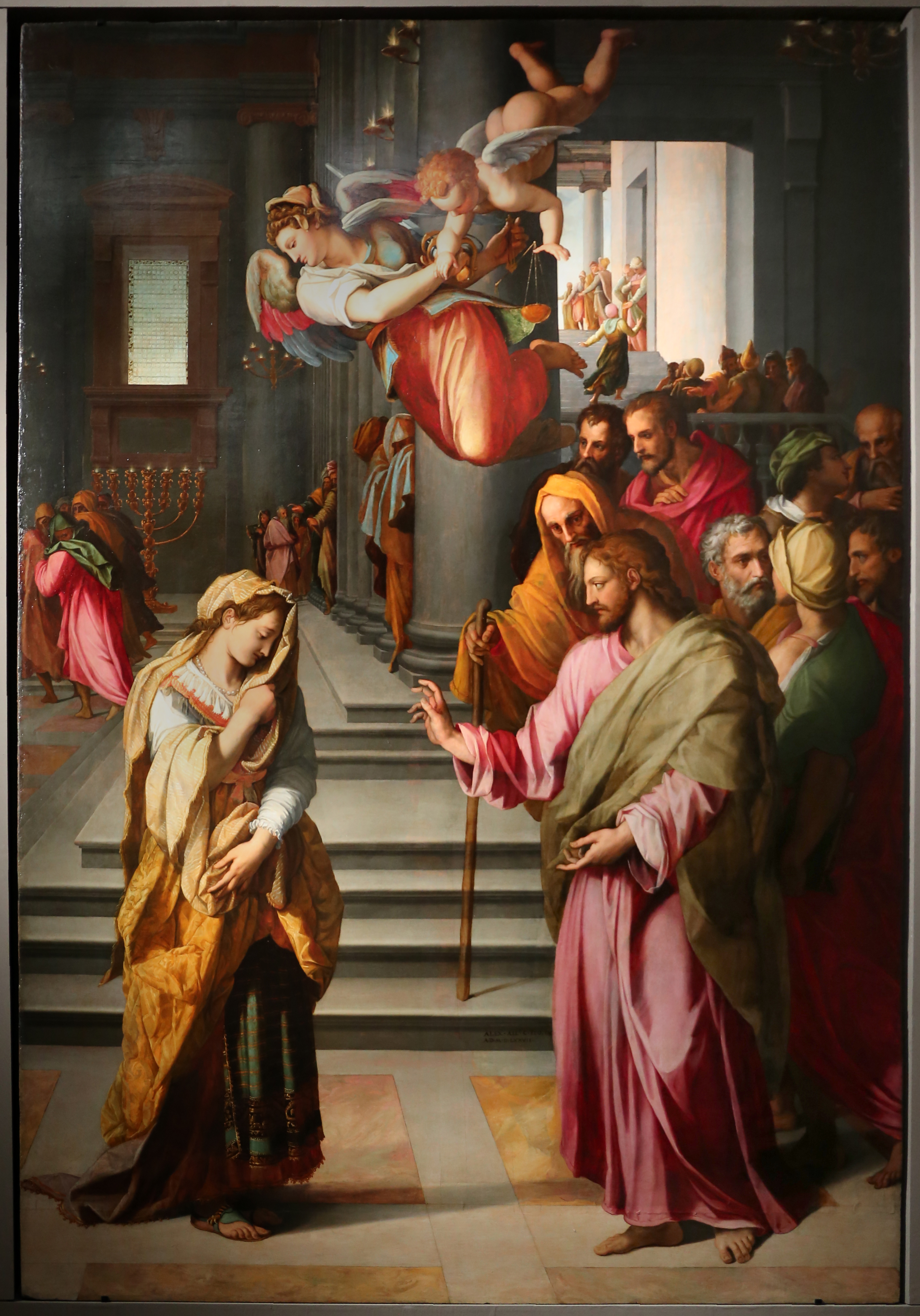
キリストと姦通の女 (1577) サント・スピリト聖堂

- ヴィーナスとキューピッド 
ファーブル美術館
- イサクの燔祭 (1601) 
 
ウフィツィ美術館

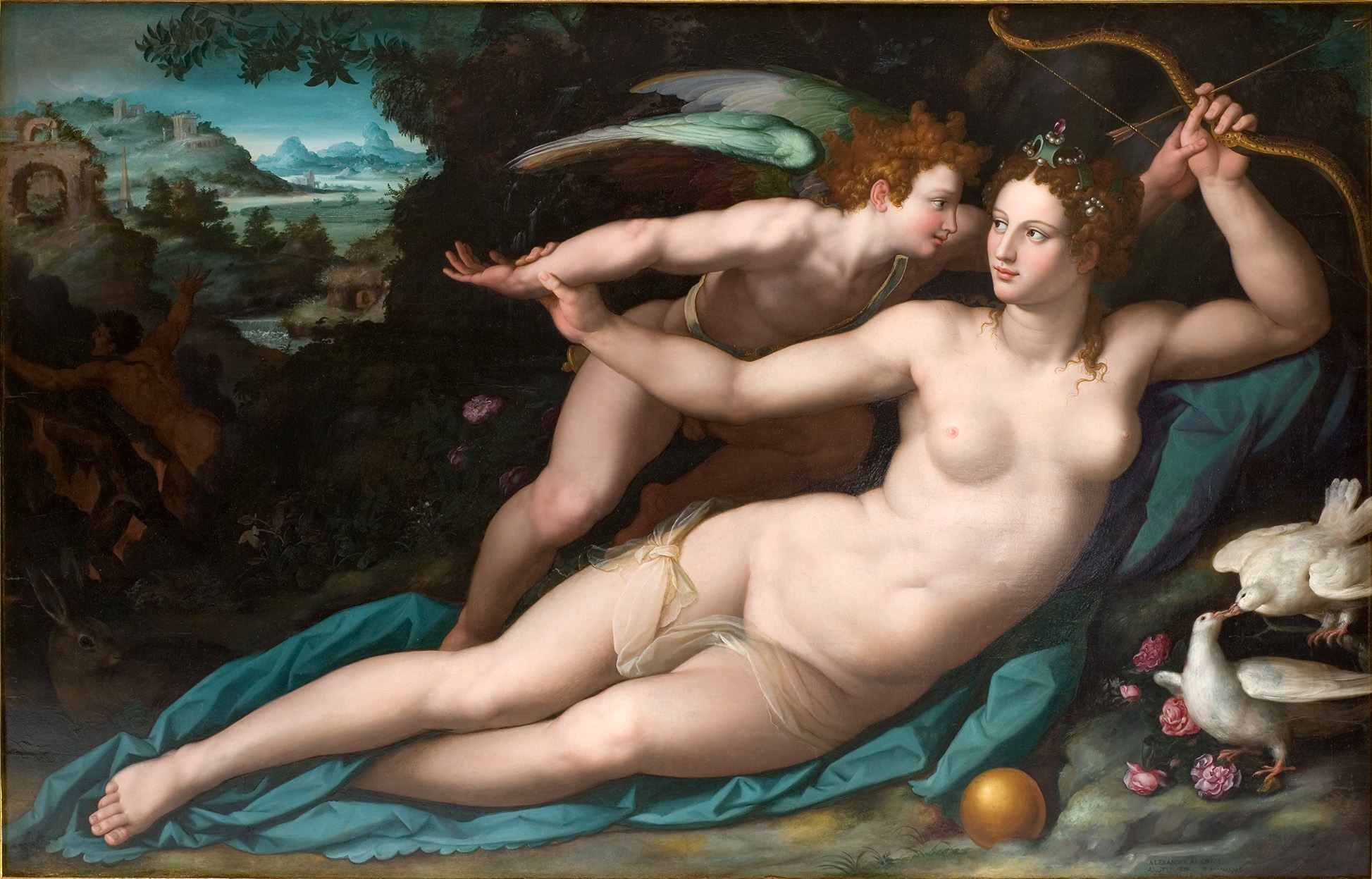
ヴィーナスとキューピッド ファーブル美術館
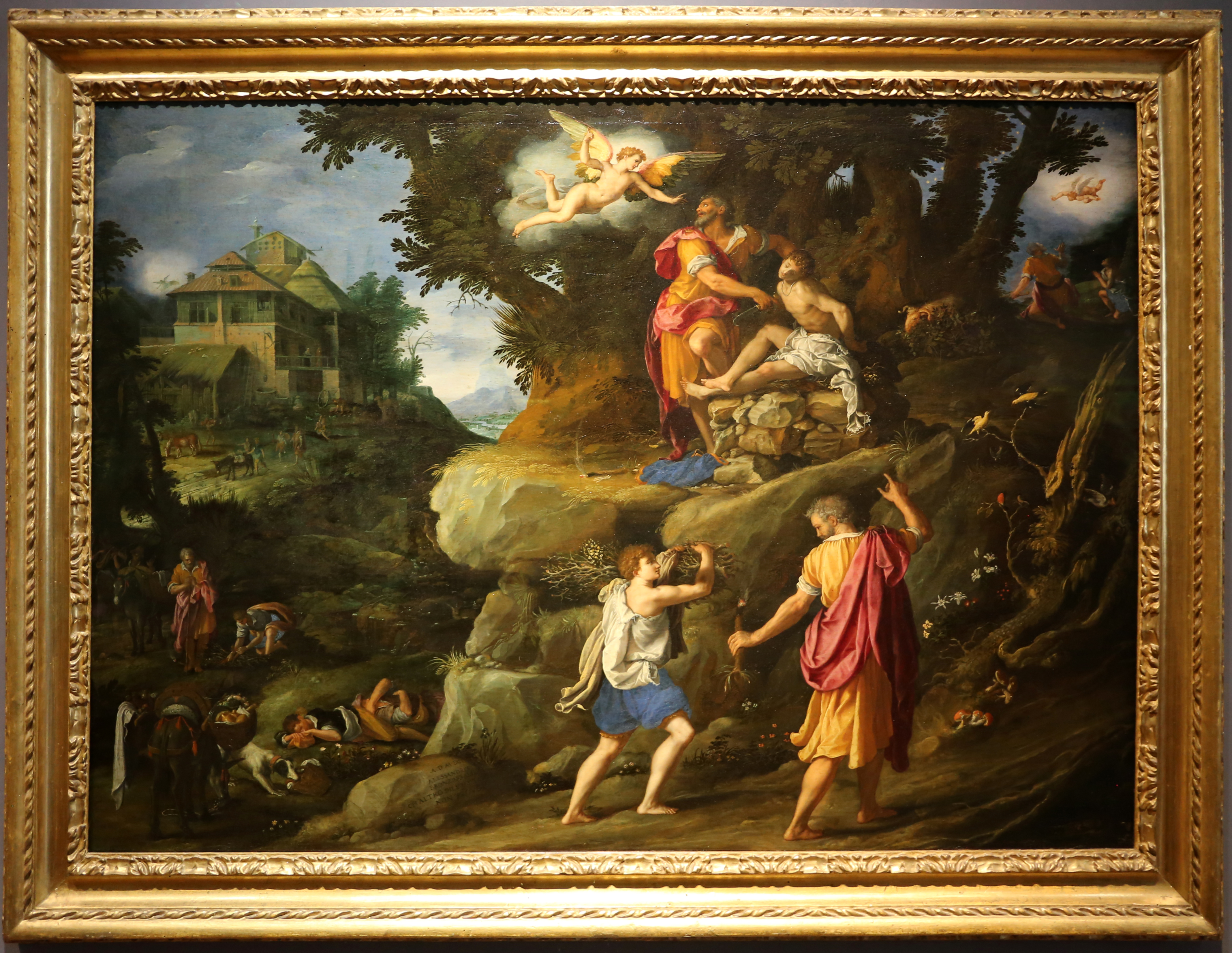
イサクの燔祭 (1601) ウフィツィ美術館
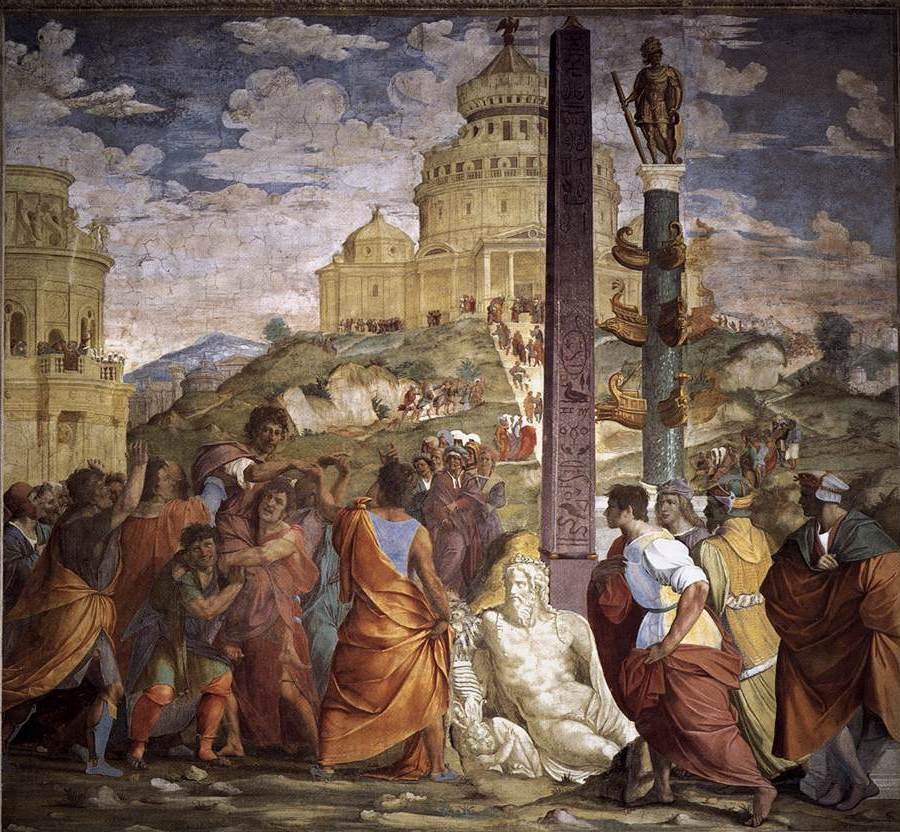
Villa di Poggio a Caianoの装飾画、フランチャビージオと共作